# グザヴィエ・ベッテル内閣
グザヴィエ・ベッテル内閣（クザヴィエ・ベッテルないかく）は、2013年12月4日から2023年11月17日まで存在したグザヴィエ・ベッテルを首相とするルクセンブルクの政府。

## 概要
ジャン＝クロード・ユンケル首相の辞任と2013年10月20日の議会選挙を受けて連立協議が行われ、民主党（DP）、社会労働党（LSAP）、緑の党（Déi Gréng）による連立政権として成立した。3党による連立は、各政党を象徴する色（社会労働党=赤、民主党=青、緑の党＝緑）がガンビア共和国の国旗の色であることから「ガンビア連合」と呼称されることがある。
約10年間の長期政権であり、2013年の発足以降は第1次内閣、2018年の議会選挙を受けた内閣改造以降は第2次内閣とされる。なお、各時期の副首相及び連立政党の閣僚にちなみ、以下のように呼称される場合がある。
　
- 第1次内閣（2013年12月4日～2018年12月5日）
  - ベッテル-シュナイダー内閣（2013年12月4日～2018年12月5日）[2]
副首相は社会労働党のエティエンヌ・シュナイダー （英語版）。

- 第2次内閣（2018年12月5日～2023年11月17日）
  - ベッテル-シュナイダー-ブラッツ内閣（2018年12月5日～2019年10月11日）[3]
2018年10月14日の議会選挙[4]を受けて、内閣改造が行われた。第1次内閣と同じ3党により構成され、社会労働党のエティエンヌ・シュナイダーに加えて、緑の党のフェリックス・ブラッツ （英語版）が副首相に加わった。
  - ベッテル-シュナイダー-バウシュ内閣（2019年10月11日～2020年2月4日）[5]
緑の党のフェリックス・ブラッツ副首相が健康上の理由で辞任したため、新たにフランソワ・バウシュ （英語版）が副首相となり、小規模な内閣改造が行われた。
  - ベッテル-ケルシュ-バウシュ内閣（2020年2月4日～2022年1月5日）[6]
社会労働党のエティエンヌ・シュナイダー副首相が辞任したことによって、新たにダン・ケルシュ （フランス語版）が副首相となり、小規模な内閣改造が行われた。
  - ベッテル-レナート-バウシュ内閣（2022年1月5日～2023年11月17日）[7]
社会労働党のダン・ケルシュ副首相らの辞任に伴い、ポウレット・レナートが副首相となり、小規模な内閣改造が行われた。

2023年10月8日の議会選挙により、連立与党が過半数割れとなった（社会労働党と民主党は議席を伸ばしたが、緑の党が議席を大きく減らしたことによる）ため、10月9日にグザヴィエ・ベッテルは首相辞任を表明し、次期内閣が発足するまでの暫定内閣となった。
2023年11月17日に、キリスト教社会人民党（CSV）のリュック・フリーデンを首相とする民主党（DP）との連立内閣が成立した。なお、リュック・フリーデン内閣でも民主党が連立与党となったことから、グザヴィエ・ベッテルは副首相兼外務・欧州・協力・対外貿易・グランドレジョン担当相として再入閣している。

## 構成

### 第1次内閣（2013年12月4日～2018年12月5日）
第1次内閣は、2016年時点では、15人の大臣と、3人閣外大臣から構成されていた。2013年12月から2015年12月までは民主党のマギー・ナーゲル（Maggy Nagel）が文化大臣、住宅大臣を務めていたが、辞任したため、文化大臣をグザヴィエ・ベッテル首相（ギー・アレント文化担当閣外大臣の支援を受ける）が、住宅大臣をマーク・ハンセンがそれぞれ引き継いだ。
| 職名                                                   | 氏名                                            | 政党 | 政党       |
| 大臣                                                   | 大臣                                            | 大臣 | 大臣       |
| ------------------------------------------------------ | ----------------------------------------------- | ---- | ---------- |
| 首相、国家大臣、通信・メディア大臣、宗教大臣、文化大臣 | グザヴィエ・ベッテル（Xavier Bettel）           |      | 民主党     |
| 副首相、経済大臣、治安大臣、国防大臣                   | エティエンヌ・シュナイダー（Étienne Schneider） |      | 社会労働党 |
| 外務大臣、移民・難民大臣                               | ジャン・アセルボーン（Jean Asselborn）          |      | 社会労働党 |
| 法務大臣                                               | フェリックス・ブラッツ（Félix Braz）            |      | 緑の党     |
| 労働・雇用・社会連帯経済大臣                           | ニコラ・シュミット（Nicolas Schmit）            |      | 社会労働党 |
| 社会保障大臣、協力・人道支援大臣、スポーツ大臣         | ロマン・シュナイダー（Romain Schneider）        |      | 社会労働党 |
| 持続的成長・インフラ大臣                               | フランソワ・バウシュ（François Bausch）         |      | 緑の党     |
| 農業・葡萄栽培・消費者保護大臣、国会関係大臣           | フェルナン・エッチェン（Fernand Etgen）         |      | 民主党     |
| 財務大臣                                               | ピエール・グラメーニャ（Pierre Gramegna）       |      | 民主党     |
| 保健大臣、機会均等大臣                                 | リディア・ムッチュ（Lydia Mutsch）              |      | 社会労働党 |
| 内務大臣、公務員・行政改革大臣                         | ダニエル・ケルシュ（Daniel Kersch）             |      | 社会労働党 |
| 国民教育・子供・若者大臣、高等教育・研究大臣           | クロード・マイシュ（Claude Meisch）             |      | 民主党     |
| 家族・統合大臣、グランドレジョン大臣                   | コリンヌ・カエン（Corinne Cahen）               |      | 民主党     |
| 環境大臣                                               | カロール・ディシュブール（Carole Dieschbourg）  |      | 緑の党     |
| 住宅大臣、高等教育・研究副大臣                         | マーク・ハンセン（Marc Hansen）                 |      | 民主党     |
| 閣外大臣                                               |                                                 |      |            |
| 持続的成長・インフラ担当閣外大臣                       | カミーユ・ジラ（Camille Gira）                  |      | 緑の党     |
| 経済、治安、国防担当閣外大臣                           | フランシーヌ・クロズナー（Francine Closener）   |      | 社会労働党 |
| 文化担当閣外大臣                                       | ギー・アレント（Guy Arendt）                    |      | 民主党     |

### 第2次内閣（2018年12月5日～2023年11月17日）
第2次内閣は、17人の大臣によって構成されている。2019年10月11日には、緑の党のフェリックス・ブラッツ副首相が健康上の理由で辞任したことによって、2020年2月4日には、社会労働党のエティエンヌ・シュナイダー副首相が辞任したことによって、2022年1月5日には、社会労働党のダン・ケルシュ副首相、ロマン・シュナイダー大臣、ピエール・グラメーニャ大臣が辞任したことによって、それぞれ小規模の内閣改造が行われた。また、2022年4月22日にはカロール・ディシュブール大臣が辞任し、クロード・テュルメ大臣が暫定大臣となった後に、同年5月2日にジョエル・ウェルフリングが後任の大臣に就任した。同年6月15日にコリンヌ・カエン大臣が辞任し、マックス・ハーンが後任の大臣に就任した。
| 職名                                                                       | 氏名                                            | 政党 | 政党       |
| -------------------------------------------------------------------------- | ----------------------------------------------- | ---- | ---------- |
| 首相、国務大臣、通信・メディア大臣、宗教大臣、デジタル化大臣、行政改革大臣 | グザヴィエ・ベッテル（Xavier Bettel）           |      | 民主党     |
| 副首相、経済大臣、保健大臣                                                 | エティエンヌ・シュナイダー（Étienne Schneider） |      | 社会労働党 |
| 副首相、法務大臣                                                           | フェリックス・ブラッツ（Félix Braz）            |      | 緑の党     |
| 外務大臣、移民・難民大臣                                                   | ジャン・アセルボーン（Jean Asselborn）          |      | 社会労働党 |
| 農業・葡萄栽培・地方開発大臣、社会保障大臣                                 | ロマン・シュナイダー（Romain Schneider）        |      | 社会労働党 |
| 防衛大臣、交通・公共事業大臣、治安大臣                                     | フランソワ・バウシュ（François Bausch）         |      | 緑の党     |
| 財務大臣                                                                   | ピエール・グラメーニャ（Pierre Gramegna）       |      | 民主党     |
| スポーツ大臣、雇用・労働・社会経済連帯大臣                                 | ダン・ケルシュ（Dan Kersch）                    |      | 社会労働党 |
| 国民教育・子供・若者大臣、高等教育・研究大臣                               | クロード・マイシュ（Dan Kersch）                |      | 民主党     |
| 家族・統合大臣、グランドレジョン大臣                                       | コリンヌ・カエン（Corinne Cahen）               |      | 民主党     |
| 環境・気候・持続的成長大臣                                                 | カロール・ディシュブール（Carole Dieschbourg）  |      | 緑の党     |
| 公務員大臣、国会関係大臣、デジタル化大臣代行、行政改革大臣代行             | マーク・ハンセン（Marc Hansen）                 |      | 民主党     |
| 国土整備大臣、エネルギー大臣                                               | クロード・テュルメ（Claude Turmes）             |      | 緑の党     |
| 協力・人道支援大臣、消費者保護大臣                                         | ポウレット・レナート（Paulette Lenert）         |      | 社会労働党 |
| 文化大臣、住宅大臣                                                         | サム・タンソン（Sam Tanson）                    |      | 緑の党     |
| 男女間平等大臣、内務大臣                                                   | タイナ・ボッファルダン（Taina Bofferding）      |      | 社会労働党 |
| 中間層大臣、観光大臣                                                       | レックス・デレス（Lex Delles）                  |      | 民主党     |

| 職名                                                                       | 氏名                                           | 政党 | 政党       |
| -------------------------------------------------------------------------- | ---------------------------------------------- | ---- | ---------- |
| 首相、国務大臣、通信・メディア大臣、宗教大臣、デジタル化大臣、行政改革大臣 | グザヴィエ・ベッテル（Xavier Bettel）          |      | 民主党     |
| 副首相、防衛大臣、交通・公共事業大臣、治安大臣                             | フランソワ・バウシュ（François Bausch）        |      | 緑の党     |
| 副首相、スポーツ大臣、雇用・労働・社会経済連帯大臣                         | ダン・ケルシュ（Dan Kersch）                   |      | 社会労働党 |
| 外務大臣、移民・難民大臣                                                   | ジャン・アセルボーン（Jean Asselborn）         |      | 社会労働党 |
| 農業・葡萄栽培・地方開発大臣、社会保障大臣                                 | ロマン・シュナイダー（Romain Schneider）       |      | 社会労働党 |
| 財務大臣                                                                   | ピエール・グラメーニャ（Pierre Gramegna）      |      | 民主党     |
| 国民教育・子供・若者大臣、高等教育・研究大臣                               | クロード・マイシュ（Dan Kersch）               |      | 民主党     |
| 家族・統合大臣、グランドレジョン大臣                                       | コリンヌ・カエン（Corinne Cahen）              |      | 民主党     |
| 環境・気候・持続的成長大臣                                                 | カロール・ディシュブール（Carole Dieschbourg） |      | 緑の党     |
| 公務員大臣、国会関係大臣、デジタル化大臣代行、行政改革大臣代行             | マーク・ハンセン（Marc Hansen）                |      | 民主党     |
| 国土整備大臣、エネルギー大臣                                               | クロード・テュルメ（Claude Turmes）            |      | 緑の党     |
| 消費者保護大臣，保健大臣，社会保障大臣代行                                 | ポウレット・レナート（Paulette Lenert）        |      | 社会労働党 |
| 文化大臣、法務大臣                                                         | サム・タンソン（Sam Tanson）                   |      | 緑の党     |
| 男女間平等大臣、内務大臣                                                   | タイナ・ボッファルダン（Taina Bofferding）     |      | 社会労働党 |
| 中間層大臣、観光大臣                                                       | レックス・デレス（Lex Delles）                 |      | 民主党     |
| 住宅大臣、国防大臣代行、治安大臣代行                                       | アンリ・コックス（Henri Kox）                  |      | 緑の党     |
| 協力・人道支援大臣、経済大臣                                               | フランツ・ファイヨ（Franz Fayot）              |      | 社会労働党 |